# Saison 4 de Blacklist
Chronologie
Saison 3 Saison 5
Cet article présente le guide des épisodes de la quatrième saison de la série télévisée américaine Blacklist.

## Généralités
Le 15 juin 2016, NBC a renouvelé la série pour une quatrième saison.
Elle est diffusée depuis le 22 septembre 2016 et a pris la case horaire du jeudi à 22 h.
Dans les pays francophones, elle est diffusée en Belgique du 21 mai 2017 au 30 juillet 2017 sur RTL-TVI et en Suisse du 6 octobre 2017 au 16 décembre 2017 sur RTS Deux. En France, elle sera diffusée du 24 janvier 2018, au 8 mars 2018 sur TF1.

## Synopsis
Raymond « Red » Reddington, l’un des fugitifs les plus recherchés par le FBI, travaille en collaboration avec ces derniers et Elizabeth Keen, une profileuse inexpérimentée, pour faire tomber des criminels issus de la « liste noire », une liste de criminels et terroristes qu'il croit introuvables par le FBI.
Après avoir découvert qu'Elizabeth Keen, qui a décidé de tout quitter et de fuir avec mari et enfant avec Mr. Kaplan, est entre les mains d'Alexander Kirk, qui prétend être son père, Raymond Reddington et l'unité spéciale du FBI se mettent en quête de la libérer avec succès. Reddington voit également son empire menacé par Kaplan, décidée à se venger de son patron, qui lui reproche sa trahison, et à éloigner Liz de ce dernier.

## Distribution

### Acteurs principaux
- James Spader (VF : Pierre-François Pistorio) : Raymond « Red » Reddington
- Megan Boone (VF : Laura Blanc) : Elizabeth Keen, profileuse du FBI et membre de la Task Force
- Diego Klattenhoff (VF : Alexandre Gillet) : Donald Ressler, Agent du FBI et membre de la Task Force
- Ryan Eggold (VF : Patrick Mancini) : Tom Keen
- Harry Lennix (VF : Thierry Desroses) : Harold Cooper, directeur adjoint du FBI à l'antiterrorisme et directeur de la Task Force
- Amir Arison (VF : Laurent Larcher) : Aram Mojtabai, informaticien du FBI et membre de la Task Force
- Mozhan Marnò (VF : Anne Dolan) : Samar Navabi, agent du Mossad et membre de la Task Force
- Hisham Tawfiq (VF : Frantz Confiac) : Dembe Zuma, associé de Reddington

### Acteurs récurrents et invités
- Susan Blommaert (VF : Annie Le Youdec) : M. Kaplan / Kathryn Nemec
- Ulrich Thomsen (VF : Yann Guillemot) : Alexander Kirk / Constantin Rostov (épisodes 1 à 8)
- Raoul Trujillo : Mato (épisodes 1 et 2)
- Joselin Reyes : Romina (épisodes 1, 2 et 6)
- Paul Calderon (VF : Florian Wormser) : Manuel Esteban (épisode 1)
- Deirdre Lovejoy (VF : Danièle Douet) : Cynthia Panabaker (épisodes 1, 6 et 9)
- David Zayas (VF : Enrique Carballido) : Manny Soto (épisode 1)
- Lotte Verbeek (VF : Barbara Kelsch) : Katarina Rostova, la mère de Masha (épisodes 2, 3 et 17)
- Leon Rippy (VF : Jean-Bernard Guillard) : le chasseur[4] (épisodes 4, 6, 8 et 16)
- Christine Lahti (VF : Pauline Larrieu) : Lauren Hitchin (épisodes 5, 19 et 22)
- Linda Emond (VF : Marie Lenoir) : le docteur Adrian Shaw (épisodes 7 et 8)
- Jill Hennessy (VF : Françoise Cadol) : Margot (épisode 11)
- Enrique Murciano (VF : Olivier Jankovic) : Julian Gale[5] (épisodes 18 à 22)
- Aldis Hodge : Mario Dixon[6] (épisode 21)

## Liste des épisodes

### Épisode 1:Esteban
- États-Unis /  Canada : 22 septembre 2016 sur NBC / Global
- Belgique : 21 mai 2017 sur RTL-TVI
- Suisse : 6 octobre 2017 sur RTS Deux[7]
- France : 24 janvier 2018 sur TF1

- États-Unis : 6,40 millions de téléspectateurs[8] (première diffusion)
- Canada : 1,765 million de téléspectateurs[9] (première diffusion + différé 7 jours)
- France : 3,45 millions de téléspectateurs[10] (première diffusion)

- Ulrich Thomsen (Alexander Kirk)
- Susan Blommaert (M. Kaplan)
- Paul Calderon (Esteban)
- Deirdre Lovejoy (Cynthia Panabaker)
- David Zayas (Manny Soto)
- Raoul Trujillo (le tueur à gages/Mato)
- Joselin Reyes (Romina)

Accompagné de Kaplan et Dembe, Reddington se rend dans la maison à Cuba où Liz s'était réfugiée avec Tom et Agnès et retrouve des traces de lutte et de sang. Toutefois, ils arrivent trop tard car le couple Keen et leur enfant ont disparu, enlevés par les hommes d'Alexander Kirk. Une piste les mène au sbire de Kirk blessé par Tom, mais ce dernier succombe à ses blessures avant même de pouvoir donner des informations. Reddington rend visite à son ami Manny Soto avec la tête décapitée du défunt afin de l'aider à l'identifier. Il s'avère que l'homme était un policier ripou et que Kirk est sous la protection d'un certain Joseph Balsam. Retenue captive par Kirk dans une planque, Liz refuse de croire que ce dernier est son père et insiste pour savoir où se trouve son mari et sa fille. Tom, quant à lui, est emmené par Mato, le chasseur de primes employé par Kirk, et Romina, dans le coffre d'une voiture, tandis qu'Agnès voyage aux côtés de Mato à l'avant. Une information mène Reddington à la planque de Kirk où il se trouve avec Liz. Ce dernier tente vainement de faire libérer Liz, mais les forces armées de Balsan débarquent. Avant de fuir, Liz demande à Reddington de partir afin de ne pas être tué et de retrouver Agnès. Au même moment, l'unité spéciale du FBI, ayant découvert que Liz est encore en vie, ses membres réagissent de différentes manières. Ressler, Cooper et Aram n'acceptent pas qu'elle ait décidée de refaire sa vie loin d'eux mais sont heureux qu'elle soit encore vivante, tandis que Samar a du mal à accepter cette situation.
Le seul homme sachant où Liz va être emmenée est Manuel Esteban, agent double à la solde de la CIA, qui demande l'aide de l'unité spéciale afin de rentrer en contact avec Esteban. Grâce à la conseillère juridique de la Maison-Blanche, Cynthia Panabaker, Ressler part à Cuba se faisant passer pour un agent de la CIA afin de rencontrer Esteban et le mettre en contact avec Reddington, alors que Samar refuse de le seconder. Tom tente de s'échapper à plusieurs reprises, avant d'être confié à un complice de Mato chargé de l'abattre, tandis que ce dernier doit ramener le bébé à Kirk. Tom parvient à tuer son assaillant et appelle Kirk pour le mettre en garde. Kirk apprend à Liz qu'il a une maladie du sang qui peut le tuer et tente de la convaincre de ses intentions, mais n'obtient que du dédain de sa part car il s'en est pris à sa famille et à ses amis.
- Le personnage de Manny Soto, incarné par David Zayas, était déjà apparu dans le septième épisode de la première saison.

### Épisode 2:Mato
- États-Unis /  Canada : 29 septembre 2016 sur NBC / Global
- Belgique : 21 mai 2017 sur RTL-TVI
- Suisse : 6 octobre 2017 sur RTS Deux
- France : 24 janvier 2018 sur TF1

- États-Unis : 5,99 millions de téléspectateurs[11] (première diffusion)
- Canada : 1,506 million de téléspectateurs[12] (première diffusion + différé 7 jours)
- France : 2,95 millions de téléspectateurs[10] (première diffusion)

- Susan Blommaert (M. Kaplan)
- Ulrich Thomsen (Alexander Kirk)
- Lotte Verbeek (Katarina Rostova)
- Raoul Trujillo (Mato)

Remis de leur accident, Reddington, Dembe et M. Kaplan sont bientôt rejoints par Tom et découvrent que Mato l'a de nouveau enlevée. À bord de l'hydravion volant au-dessus de l'océan, Liz attaque Kirk et abat le pilote avec l'arme à feu de ce dernier avant de faire crasher l'hydravion dans l'eau. M. Kaplan connaît Mato car ils ont un employé commun à Amarillo au Texas, un certain Little Nikos, qui pourrait les aider à le retrouver. Nikos vient d'être hospitalisé pour se faire opérer de l'estomac. M. Kaplan demande à Reddington la permission de s'entretenir avec lui avant, afin de le convaincre de parler. N'obtenant aucune réponse de sa part, Red laisse Tom employer les grands moyens afin de le faire parler. M. Kaplan tente de convaincre Red d'avoir fait le bon choix en protégeant Liz et Agnès.
Liz, quant à elle, a survécu avec Kirk au crash de l'avion et s'accroche aux flotteurs. Kirk tente de la convaincre de sa bonne foi, mais manque de se noyer, avant d'être sauvé par Liz, qui veut retrouver Agnès et, peut-être aussi, enfin obtenir des réponses sur son passé. Ils sont retrouvés par un pêcheur cubain, qui les fait monter à bord de son bateau. Mais Kirk blesse le pêcheur quand Liz lui demande d'envoyer un message aux gardes-côtes et s'il a une arme à feu. Kirk envoie par la suite un message à ses hommes pour qu'ils viennent les récupérer.
Tom obtient de Nikos un numéro de téléphone et un mot de passe pour que Mato vienne jusqu'à Amarillo. Ce dernier laisse Romina amener Agnès à Kirk, accompagnée des hommes de l'oligarque russe, tandis que Mato part se jeter dans la gueule du loup en allant à Amarillo. Capturé et questionné par Red, Mato, avant d'être abattu par ce dernier, lui dévoile la seule information qu'il connaît, l'endroit où Kirk va se trouver avec Liz : le « Palais d'été », maison située en Nouvelle-Écosse, que Red connaît par ailleurs, où Liz aurait séjourné durant son enfance.

### Épisode 3:Miles McGrath
- États-Unis /  Canada : 6 octobre 2016 sur NBC / Global
- Belgique : 28 mai 2017 sur RTL-TVI[13]
- Suisse : 13 octobre 2017 sur RTS Deux
- France : 24 janvier 2018 sur TF1

- États-Unis : 6,41 millions de téléspectateurs[14] (première diffusion)
- Canada : 1,528 million de téléspectateurs[15] (première diffusion + différé 7 jours)
- France : 2,31 millions de téléspectateurs[10] (première diffusion)

- Ulrich Thomsen (Alexander Kirk)
- Susan Blommaert (M. Kaplan)
- Tate Ellington (Miles McGrath)
- Lotte Verbeek (Katarina Rostova)
- Manny Perez (Johan Halbeck)
- Annie Heise (Elise)
- Teddy Coluca (Brimley)

Un commando armé, supervisé à distance par Miles McGrath, attaque la centrale électrique de Savannah afin de créer une gigantesque panne d'électricité sur la ville. Au QG de l'unité spéciale, Liz et Tom tentent d'obtenir auprès de Ressler, des informations du FBI concernant Kirk afin de retrouver Agnès. Ce dernier se résout à les laisser regarder les dossiers récupérés au « Palais d'été ». Liz retrouve Red dans un cimetière afin de l'informer que Miles McGrath est la clé pour trouver Alexander Kirk et Agnès et qu'il veut le retrouver seul.

### Épisode 4:Gaia
- États-Unis /  Canada : 13 octobre 2016 sur NBC / Global
- Belgique : 28 mai 2017 sur RTL-TVI[13]
- Suisse : 13 octobre 2017 sur RTS Deux
- France : 31 janvier 2018 sur TF1

- États-Unis : 5,85 millions de téléspectateurs[16] (première diffusion)
- Canada : 1,426 million de téléspectateurs[17] (première diffusion + différé 7 jours)
- France : 3,05 millions de téléspectateurs[18] (première diffusion)

- Susan Blommaert (M. Kaplan)
- Ulrich Thomsen (Alexander Kirk)
- Matt Servitto (le docteur	Sebastian Reifler)
- Clark Middleton (Glen Carter)
- Annapurna Sriram (Odette)
- Louis Cancelmi (en) (Gaia)
- Leon Rippy (le chasseur)

Red met Liz et l'équipe du FBI sur la piste d'un éco-terroriste nommé Gaia comme un moyen de trouver Kirk. Kirk établit un flux vidéo via Skype pour que Liz et Tom puissent voir Agnes. Tandis que Liz tente de leurrer Kirk, Tom pense qu'il peut récupérer Agnes en prenant les choses en main sans en avertir sa femme et appelle un ami pour tracer le flux vidéo. Tom et des hommes armés se rendent sur les lieux où se trouverait Agnes, mais il s'agit d'un leurre de Kirk, pressentant que quelqu'un aurait tenté de retrouver le bébé, qui décide de mettre fin au flux vidéo.
Liz est furieuse contre Tom d'avoir tenté quelque chose derrière son dos et de ne pas avoir confiance en son jugement. L'unité spéciale découvre la véritable identité de Gaia : un certain Owen Ayers, ancien officier de la marine et pilote d'hélicoptère démobilisé après avoir été empoisonné par radiation durant une mission, qui a ensuite affecté son enfant. L'équipe du FBI réalise que Gaia veut provoquer une explosion dans une centrale nucléaire en représailles avec un hélicoptère. Aram trouve le moyen de pirater l'hélicoptère grâce à l'ordinateur mais hésite à appuyer sur le bouton pour l'arrêter, ce qui tuerait l'éco-terroriste mais stopperait l'attaque. Cooper se décide à appuyer sur le bouton, provoquant le crash de l'hélicoptère et la mort de Gaia. Samar, qui a décidé d'être transférée après les événements récents, choix  sûrement dû au fait qu'Aram sort avec une autre femme, a un échange tendu avec ce dernier, qui, sous le coup de la colère, affirme qu'il sera content qu'elle quitte l'unité spéciale.

### Épisode 5:Le service Lindquist
- États-Unis /  Canada : 20 octobre 2016 sur NBC / Global
- Belgique : 4 juin 2017 sur RTL-TVI[19]
- Suisse : 20 octobre 2017 sur RTS Deux
- France : 31 janvier 2018 sur TF1

- États-Unis : 5,32 millions de téléspectateurs[20] (première diffusion)
- Canada : 1,355 million de téléspectateurs[21] (première diffusion + différé 7 jours)
- France : 2,55 millions de téléspectateurs[18] (première diffusion)

- Christine Lahti (Lauren Hitchin)
- Ulrich Thomsen (Alexander Kirk)
- Adam Godley (Silas Gouldsberry)
- Matt Servitto (Dr Sebastian Reifler)
- Annie Heise (Elise)
- Annapurna Sriram (Odette)
- David Agranov (Vassily Komarov)
- Teddy Coluca (Brimley)
- Lilli Stein (Riley Emerson)

Le Service Lindquist est employé par les entreprises pour empêcher une technologie révolutionnaire d'atteindre le marché et d'endommager leurs entreprises. Tom demande l'aide de Ressler pour obtenir des informations sur Alexander Kirk. Silas Gouldsberry, qui travaille pour l'office des brevets et secrètement pour le Service Lindquist, tue les inventeurs et s'approprie leurs découvertes mais est démasqué par l'unité spéciale. Red utilise le Dr Reifler pour retrouver Kirk et apprend qu'il se rend à Genève.

### Épisode 6:Les Troyens
- États-Unis /  Canada : 27 octobre 2016 sur NBC / Global
- Belgique : 4 juin 2017 sur RTL-TVI[19]
- Suisse : 20 octobre 2017 sur RTS Deux
- France : 31 janvier 2018 sur TF1

- Histoire : Daniel Knauf et David Metzger
- Adaptation : Daniel Knauf

- États-Unis : 5,52 millions de téléspectateurs[22] (première diffusion)
- Canada : 1,52 million de téléspectateurs[23] (première diffusion + différé 7 jours)
- France : 2,07 millions de téléspectateurs[18] (première diffusion)

- Ulrich Thomsen (Alexander Kirk)
- Susan Blommaert (M. Kaplan)
- Leon Rippy (le chasseur)
- Annie Heise (Elise)
- Annapurna Sriram (Odette)
- Deirdre Lovejoy (Cynthia Panabaker)
- Daniel Stewart Sherman (Chester)
- Patrick Page (Rene Le Bron)
- Joselin Reyes (Romina)
- Bazzel Baz (Baz)

L'unité du FBI découvre qu'un financier associé à des criminels nommé René LeBron finance les opérations de Kirk. Reddington fait capturer LeBron, mais ce dernier est assassiné lors de son transfert au FBI par des hommes armés inconnus. Red convoque les membres de l'unité dans un endroit sûr et révèle que leurs communications sont surveillées par Kirk. Liz est partagée entre Reddington et Kirk, son probable père que la Task Force tente de retrouver. Red s'interroge sur la validité du test d'ADN de Liz.

### Épisode 7:DrAdrian Shaw,1repartie
- États-Unis /  Canada : 3 novembre 2016 sur NBC / Global
- Belgique : 11 juin 2017 sur RTL-TVI[24]
- Suisse : 3 novembre 2017 sur RTS Deux
- France : 7 février 2018 sur TF1

- États-Unis : 5,45 millions de téléspectateurs[25] (première diffusion)
- Canada : 1,587 million de téléspectateurs[26] (première diffusion + différé 7 jours)
- France : 3,15 millions de téléspectateurs[27] (première diffusion)

- Ulrich Thomsen (Alexander Kirk)
- Linda Emond (Dr Adrian Shaw / Sonia Bloom)
- James Hong (Le "Légiste")
- Annapurna Sriram (Odette)
- Jodi Long (Col. Wright)
- Bruce Altman (Jerry Fox)

Capturé par l'unité spéciale du FBI, Alexander Kirk est censé être transféré mais après s'être effondré pendant qu'il parlait à Liz, il est emmené à l'hôpital. À moins qu'un donneur compatible ne lui fasse don de cellules souches, Kirk mourra. Red utilise la Task Force pour attirer l'attention du Légiste, une personne qui établit de nouvelles identités pour les criminels, afin de trouver Sonia Bloom, une chercheuse spécialisée dans le sang. Parallèlement, les hommes de Kirk mettent au point un plan pour le faire évader.
Elle s'appelle maintenant Adrian Shaw et elle est en fuite parce que son partenaire a été assassiné par le service Lindquist plusieurs années auparavant. Son travail sur les maladies du sang la relie à Kirk. Un temps hésitante à l'aider, Liz décide d'être le donneur de Kirk, mais Tom s'y oppose vainement en essayant de la convaincre de ne pas l'aider, lui parlant de sa rencontre avec sa mère Scottie Hargrave. L'unité localise Shaw et monte à bord du navire où se trouve son laboratoire clandestin afin de faire des recherches, mais la chercheuse est introuvable. La scientifique a déjà été emmenée par Red, dans son propre laboratoire afin d'avoir recours à ses services. Alors que Liz s'apprête à entrer en chirurgie, le docteur, à la lecture des résultats de laboratoire, lui apprend qu'en plus de ne pas être compatible, elle n'est pas la fille de Kirk.

### Épisode 8:DrAdrian Shaw,2epartie
- États-Unis /  Canada : 10 novembre 2016 sur NBC / Global
- Belgique : 11 juin 2017 sur RTL-TVI[24]
- Suisse : 4 novembre 2017 sur RTS Deux
- France : 7 février 2018 sur TF1

- États-Unis : 5,87 millions de téléspectateurs[28] (première diffusion)
- Canada : 1,498 million de téléspectateurs[29] (première diffusion + différé 7 jours)
- France : 2,66 millions de téléspectateurs[27] (première diffusion)

- Ulrich Thomsen (Alexander Kirk)
- Susan Blommaert (M. Kaplan)
- Leon Rippy (le chasseur)
- Annapurna Sriram (Odette)
- Matt Servitto (Dr Sebastian Reifler)
- Linda Emond (Dr Adrian Shaw)
- Jeremy Lawrence (Mr. Kleeb)

Les hommes de main d'Alexander Kirk sont en place pour extraire ce dernier de l'hôpital. Liz prévient Cooper de la menace et Kirk est confiné dans sa chambre, quand l'alarme incendie se déclenche, qui s'avère être une diversion sanglante permettant à Kirk de fuir après un échange de tirs. Durant cette fuite, Liz est capturée. Tom les poursuit et tente vainement de récupérer la jeune femme avant d'être sauvé par Ressler d'un sbire de Kirk. L'unité spéciale, notamment Ressler et Navabi, font tout pour retrouver la trace de Kirk et Liz, notamment en suivant une piste concernant un van ayant servi à la fuite du criminel.
Au même moment, Red presse le docteur Shaw d'identifier le patient zéro qu'elle a réussi à soigner des années auparavant afin de prouver à Kirk que le traitement est un succès. Elle lui donne finalement le nom de Lucille Bockes, qui travaille comme procureur. Kirk obtient confirmation par un de ses employés que Liz n'est pas sa fille. Reddington appelle Kirk pour proposer d'échanger Elizabeth contre lui. Ce dernier accepte et Red est emmené dans une planque de Kirk. Liz est supposée être relâchée, mais Odette, la fidèle assistante de Kirk, tente de la tuer. Ressler retrouve la trace de Liz emmenée dans le même van ayant servi à la fuite et Liz entame une bagarre avec Odette et la désarme. Odette décide de se suicider.
Kirk torture Red et le presse de lui dire s'il est le père biologique de Liz, ce qu'il fait. Red lui demande de composer un numéro qui permet de contacter le docteur Reifler et Lucille Bockes, qui arrivent plus tard, pour prouver à Kirk que le traitement est possible, mais Kirk refuse de prendre le remède, sa haine pour Reddington prenant le dessus. Il se prépare à tuer Red, qui lui demande auparavant de parler de Katarina. Mais Red lui murmure un secret qui empêche Kirk de le tuer. Ayant trouvé la trace de la planque grâce au GPS du van, Liz débarque sur les lieux et découvre un lieu vide, Red et Kirk ont disparu. Ressler apprend à Cooper que Reddington a capturé Shaw afin de l'utiliser pour sauver Kirk. M. Kaplan, toujours séquestrée par le chasseur qui l'a sauvée et soignée, se décide à tout lui raconter concernant les événements ayant conduit Red à lui tirer dessus, voulant le protéger de ce dernier en raison de sa dangerosité et qu'en aucun cas, il ne doit apprendre qu'elle est encore vivante. Le chasseur libère Kaplan de ses chaînes, tandis que cette dernière part et est prise en stop par une voiture.

### Épisode 9:Lipet
- États-Unis /  Canada : 5 janvier 2017 sur NBC / Global
- Belgique : 18 juin 2017 sur RTL-TVI[30]
- Suisse : 10 novembre 2017 sur RTS Deux
- France : 7 février 2018 sur TF1

- Histoire: Lukas Reiter et Dave Metzger
- Adaptation : Dawn Denoon

- États-Unis : 5,21 millions de téléspectateurs[31] (première diffusion)
- Canada : 1,306 million de téléspectateurs[32] (première diffusion + différé 7 jours)
- France : 1,88 million de téléspectateurs[27] (première diffusion)

- Michael O'Keefe (M. Deavers)
- Oded Fehr (l'agent Shur)
- Anthony Azizi (de) (Farook al-Thani)
- Deirdre Lovejoy (Cynthia Panabaker)
- Jeremy Shamos (James Maddox)
- Benito Martinez (le sénateur Diaz)

Une usine de transformation de fruits de mer, qui est utilisée comme une opération secrète de contrebande par un membre de la Brigade des nouveaux martyrs, est attaquée et une technologie est volée. Red met la Task Force sur la nouvelle Brigade des Martyrs et l'attaque. Aram est appelé à déposer sous serment concernant son ancienne petite amie Elise qui a piraté le réseau sécurisé du FBI, car son intégrité est mise en doute, mais il est finalement dégagé de tout soupçon. La brigade des nouveaux martyrs envoie Farouq al-Thani de Libye pour terminer le projet et découvrir qui les a attaqués. Parallèlement, Tom et Liz tentent de reconstruire une vie normale pour eux et leur enfant.
Un membre haut placé de l'entreprise américaine Blackthorn Kincaid, fournit à la Brigade de la technologie classifiée, une puce de chronométrage. L'unité obtient l'identité d'un suspect possible, James Maddox, par M. Deavers, un dirigeant de Blackthorn Kincaid qui se révèle être la taupe pour la brigade, mais Maddox s'enfuit avant d'être arrêté. On apprend que Samar travaillait avec le Mossad et son ex-amant Levi Shur et qu'elle a dirigé le raid. Identifiée par la Brigade, Samar est capturée par al-Thani, mais le Mossad et le FBI s'associent pour arrêter les terroristes et sauver Samar. Aram annule sa date de dîner avec Samar, évoquant des problèmes de confiance. Samar est sermonnée par Cooper qui lui demande de choisir son camp.

### Épisode 10:Le Prévisionniste
- États-Unis /  Canada : 12 janvier 2017 sur NBC / Global
- Belgique : 18 juin 2017 sur RTL-TVI[30]
- Suisse : 10 novembre 2017 sur RTS Deux
- France : 7 février 2018 sur TF1

- États-Unis : 5,34 millions de téléspectateurs[33] (première diffusion)
- Canada : 1,374 million de téléspectateurs[34] (première diffusion + différé 7 jours)
- France : 1,3 million de téléspectateurs[27] (première diffusion)

- Michael Potts (Iniko)
- Kevin Kilner (Chris Farnsworth)
- Maggie Lacey (Fiona Driscoll)
- David Furr (Ben Charnquist)
- Sammi Rotibi (Geoffroy Keino)
- Nancy Farrell (Juge Trisha Culpepper)
- Brooke et Kiley Liddell (Maggie Driscoll)
- Jimmie Saito (Fudo)
- Sue Jean Kim (Sakiya)
- Jeanine Bartel (Realtor)
- Brad Aldous (David Beckner)
- Peter Davenport (Marlon Mlich)

Redevenue agent du FBI, Liz s'installe dans un appartement avec Tom et Agnès. Tom retrouve ses faux passeports et les jette à la poubelle. Mais alors qu'elle s'apprête à partir au travail, Liz découvre un diorama sur le pas de la porte représentant une personne flottant dans sa piscine avec le mot « S'il vous plaît, sauvez-là ». Plus tard, une juge est retrouvée noyée dans sa piscine de manière similaire à la représentation du diorama. Une empreinte partielle non exploitable est retrouvée, l'équipe du FBI se décide à enquêter et s'interroge de savoir s'il s'agit d'un appel à l'aide ou d'une menace. Un autre diorama est placé devant la porte de l'appartement sous les yeux de Tom, qui tente de poursuivre la personne, en vain. Aram reconnaît le lieu du prochain crime et Liz sauve de justesse la cible.
Liz et l'unité découvrent qu'une femme nommée Fiona Driscoll est celle qui apporte les diorama chez Liz et apprennent que c'est sa fille Maggie qui les fabrique et aurait des prémonitions de crimes pas encore commis depuis deux ans. Elle a reconnu et suivi Liz afin de l'aider. Ils apprennent également que Maggie, atteinte de rubéole congénitale, porte une prothèse auditive recevant de hautes fréquences, ce qui lui permet de capter des conversations téléphoniques dont celles d'un tueur vivant proche de chez elle. Le tueur travaille pour une personne haut placée d'un groupe financier pour influer sur les cours des actions des entreprises.
- Initialement prévu pour être diffusé le 14 février 2018 en France à 21 h, l'épisode est finalement diffusé le 7 février 2018 à 23 h 25 à raison de quatre épisodes par soirée, en raison des audiences décevantes des précédents épisodes.

### Épisode 11:Le Harem
- États-Unis /  Canada : 19 janvier 2017 sur NBC / Global
- Belgique : 25 juin 2017 sur RTL-TVI[35]
- Suisse : 10 novembre 2017 sur RTS Deux
- France : 14 février 2018 sur TF1

- États-Unis : 5,01 millions de téléspectateurs[36] (première diffusion)
- Canada : 1,269 million de téléspectateurs[37] (première diffusion + différé 7 jours)
- France : 2,74 millions de téléspectateurs[38] (première diffusion)

- Jill Hennessy (Margot Rochet)
- Anastasia Griffith (Emma Knightly)
- Hettienne Park (Sasha)
- Ito Aghayere (Jessica)
- Ian Blackman (Carter Wilson)

Un groupe de femmes organisé dérobe une voiture afin de récupérer des diamants cachés dans l'un des sièges. Alors que Red se rend chez son comptable afin de sauver une compagnie maritime en faillite, Liz débarque et demande à ses associés de s'en aller, quitte à les arrêter. Red met Liz sur une affaire en infiltrant un groupe de voleuses nommé « Le Harem » afin de retrouver une liste de témoins sous protection. Grâce à un criminel, Craig Gaynier, qui se porte garant pour elle en échange d'une sortie de prison anticipée de son frère, Liz prend contact avec Margot Rochet, chef du « Harem », en se faisant passer pour une employée de l'hôtel où elle séjourne, pour voler les diamants cachés dans sa valise.
Liz retrouve Margot dans un bar et la convainc de l'embaucher en lui disant, entre autres qu'elle a travaillé avec Gaynier. Méfiante, Margot emmène Gaynier dans leur planque afin de vérifier ses dires, mais cette dernière veut que Liz tue Gaynier pour la tester, car elle a appris la libération de son frère et pense qu'il a conclu un marché avec les autorités. Mais Liz refuse de le tuer, pour montrer sa « loyauté » envers Gaynier, mais aussi qu'elle peut être loyale envers le « Harem ». Margot semble accepter son argument, mais tue Gaynier en raison d'une affaire à Majorque. Elle engage Liz dans le groupe, composée de Margot, administratrice d'une prison fédérale ayant gardé des relations dans le milieu criminel, Sasha, le cerveau de la bande, Jessica, pouvant endosser des rôles et Emma, dont on ne sait rien sur elle. Un soir, Liz converse avec Emma, qui lui révèle qu'elle se révèle être bavarde quand elle est alcoolisée et que c'est révélateur. Un témoin de la liste est tué par un mafieux auquel le « Harem » a volé les diamants, selon Red, ce qui pourrait remonter jusqu'au détenteur. Au même moment, Red s'inquiète pour son comptable, dont il n'a plus de nouvelles, et du transfert d'argent pour renflouer la compagnie maritime. Liz obtient le nom du détenteur de la liste, qui est un hacker.

### Épisode 12:Natalie Luca
- États-Unis /  Canada : 2 février 2017 sur NBC / Global
- Belgique : 25 juin 2017 sur RTL-TVI[39]
- Suisse : 18 novembre 2017 sur RTS Deux
- France : 14 février 2018 sur TF1

- États-Unis : 5,05 millions de téléspectateurs[40] (première diffusion)
- Canada : 1,487 million de téléspectateurs[41] (première diffusion + différé 7 jours)
- France : 2,22 millions de téléspectateurs[38] (première diffusion)

- Elizabeth Lail (Natalie Luca)
- Daniel Davis (Baldur Magnusson)
- Geraldine Hughes (Dr Nina Buckner)
- RJ Brown (Malik Roumain)

En 1994, dans un hôpital moldave, une petite fille se réveille et découvre que le personnel et les patients sont tous morts. Une équipe médicale portant des combinaisons avec des masques débarque et découvre la survivante. De nos jours, la survivante devenue une jeune femme atteinte d'une maladie mortelle et hautement infectieuse a tué le comptable de Red. Tentant de savoir qui est responsable, Red demande à l'unité spéciale de le découvrir. Le FBI se penche sur des décès similaires et identifie la femme tueuse comme étant Natalie Luca, survivante d'une épidémie en Moldavie. Natalie a ciblé des gens avec de l'argent afin de financer la recherche que son petit ami Malik Roumain mène pour reproduire son immunité contre la maladie afin qu'ils puissent être ensemble.
Pendant ce temps, Red demande à Tom de se faire passer pour un tueur légendaire qui se révèle être un personnage fictif créée par Red, afin d'entrer en contact avec un concurrent, Baldur Magnusson, dont il pense être responsable de l'attaque le concernant. Le plan fonctionne, mais Magnusson révèle à Red qu'il n'a pas tué le comptable, mais a profité de l'aubaine pour faire affaire. Red doit chercher ailleurs son ennemi. L'entreprise Hawthorne Biologics en a après Natalie afin de l'utiliser comme une arme biologique. Natalie et Malik planifient un dernier travail, mais l'unité intervient et, en fuyant, Malik est tué par des agents de Hawthorne, qui ont tenté d'enlever Natalie. Malik reçoit un dernier baiser de Natalie avant de mourir. Discrètement, Aram accepte volontairement une baisse de salaire afin que Samar puisse gagner autant d'argent que lui. Tom et Liz parlent de s'aimer et de rester ensemble.
- Le personnage du docteur Nina Buckner (Geraldine Hughes), déjà apparu dans deux épisodes de la première saison, fait une nouvelle apparition dans cet épisode de la quatrième saison.

### Épisode 13:Isabella Stone
- États-Unis /  Canada : 9 février 2017 sur NBC / Global
- Belgique : 2 juillet 2017 sur RTL-TVI[42]
- Suisse : 18 novembre 2017 sur RTS Deux
- France : 14 février 2018 sur TF1

- États-Unis : 4,91 millions de téléspectateurs[43] (première diffusion)
- Canada : 1,296 million de téléspectateurs[44] (première diffusion + différé 7 jours)
- France : 1,75 million de téléspectateurs[38] (première diffusion)

- Melora Hardin (Isabella Stone)
- Anthony Skordi (Stratos Sarantos)

À Paris, un homme et une femme récupèrent sur les lieux d'un accident de voiture, une enveloppe dans la prothèse de jambe du coursier de Red, qui a été tué sur le coup. Tom apprend par Liz que son père biologique, Howard Hargrave, est tué dans un accident d'avion. Semblant un temps de ne pas s'en soucier, Tom se décide à découvrir des informations sur son passé, malgré l'avis de Red qui le lui déconseille. Il apprend par le policier chargé de l'affaire que l'enquête a été abandonnée à la suite de la mort supposée de Christopher Hargave.
- L'épisode devait être diffusé le 21 février 2018 en première partie, mais est finalement diffusé à 22 h 40 le 14 février 2018.

### Épisode 14:L'Architecte
- États-Unis /  Canada : 16 février 2017 sur NBC / Global
- Belgique : 2 juillet 2017 sur RTL-TVI[45]
- Suisse : 25 novembre 2017 sur RTS Deux
- France : 14 février 2018 sur TF1

- États-Unis : 4,76 millions de téléspectateurs[46] (première diffusion)
- Canada : 1,404 million de téléspectateurs[47] (première diffusion + différé 7 jours)
- France : 1,23 million de téléspectateurs[38] (première diffusion)

- Brent Spiner (L'Architecte)
- Melora Hardin (Isabella Stone / Judith Pruitt)
- Annie Heise (Elise / Janet Sutherland)
- Lois Smith (Lucy Game)
- Brian Stokes Mitchell (David Levine)

Red découvre qu'Isabella Stone a reçu un dossier très complet sur lui et ses opérations et une clé de crédit pour recevoir ses paiements. Il apprend à Stone que son mari est toujours vivant. Harold est furieux après avoir découvert que Red a enlevé le prisonnier de la Task Force et insiste pour que Red fournisse des informations sur un nouveau nom de la liste. Aram reçoit l'ordre d'infiltrer une convention de hacker pour traquer L'Architecte, un homme qui planifie et exécute des crimes parfaits.
L'unité trouve un moyen pour qu'Aram se rende rapidement à la convention, où il rencontre à sa grande surprise son ex-petite amie Janet, qui a été embauchée par la NSA pour poursuivre l'Architecte. Après avoir démontré ses compétences de piratage, Aram est capturé par l'Architecte afin qu'il puisse l'aider à évader Lonnie Perkins, un suprématiste blanc condamné à la peine capitale, de prison. Le plan pour attaquer la prison se déroule avec l'aide d'Aram, mais Aram signale secrètement à ses collègues afin que Ressler et Samar arrivent juste à temps pour empêcher Perkins de s'échapper. L'architecte s'enfuit mais Aram fait exploser son véhicule avec un bazooka utilisé pour détruire les mirador de la prison. Tom découvre que l'homme qui a dit avoir tué Tom alors qu'il était enfant, Christopher Hargrave, a reçu une lettre envoyée à sa mère pour qui admette être le meurtrier. Elle ne sait pas qui a envoyé les paiements ou pourquoi.
- L'épisode a été reprogrammé en France au 14 février 2018 à 23h25 au lieu du 21 février 2018.

### Épisode 15:L'Apothicaire
- États-Unis /  Canada : 23 février 2017 sur NBC / Global
- Belgique : 9 juillet 2017 sur RTL-TVI[48]
- Suisse : 25 novembre 2017 sur RTS Deux
- France : 21 février 2018 sur TF1

- Histoire : Brian Studler
- Adaptation : Marisa Tam

- États-Unis : 4,98 millions de téléspectateurs[49] (première diffusion)
- Canada : 1,302 million de téléspectateurs[50] (première diffusion + différé 7 jours)
- France : 2,91 millions de téléspectateurs[51] (première diffusion)

- Fisher Stevens (Marvin Gerard)
- Brian Stokes Mitchell (David Levine)
- Jamie Harrold (Asa Hightower)
- Clark Middleton (Glen Carter)
- Afton Williamson (Lou Lou McLellan)
- Robert Joy (Dr Haverkamp)

Red se réveille dans un lit d'hôpital et découvre qu'il a été empoisonné et qu'il ne lui reste peut-être que quelques heures à vivre. Dembe est introuvable. Pensant que l'un de ses onze associés les plus proches l'a trahi, Red croit qu'un individu connu sous le pseudonyme de l'« Apothicaire » est la seule personne qui aurait pu concocter l'agent létal et demande l'aide à l'unité du FBI pour le trouver. Liz et Ressler tentent de trouver l'« Apothicaire » tandis que Red revient seul sur ses pas, essayant de reconstituer les événements de la nuit précédente dont il a du mal à se souvenir. Le FBI découvre que l'« Apothicaire » a créé d'autres poisons notamment pour un homme dont la femme est plongée dans un coma afin de toucher une grosse somme d'argent en cas de décès ou divorce avant les dix ans de mariage du couple. Ils découvrent également la véritable identité du suspect, Asa Hightower, grâce aux gouttes retrouvé chez le mari, que le poison provient d'un serpent provenant d'un serpentarium appartenant à Hightower.
- Finale de la saison hivernale. Diffusion à 21 h, suivi de The Blacklist: Redemption durant huit semaines.
- À la fin de l'épisode, le générique du compositeur Dave Porter est remplacé par All Along the Watchtower interprétée par Bob Dylan.

### Épisode 16:Dembe Zuma
- États-Unis /  Canada : 20 avril 2017 sur NBC[52] / Global
- Belgique : 9 juillet 2017 sur RTL-TVI[53]
- Suisse : 2 décembre 2017 sur RTS Deux
- France : 21 février 2018 sur TF1

- États-Unis : 4,88 millions de téléspectateurs[54] (première diffusion)
- Canada : 1,263 million de téléspectateurs[55] (première diffusion + différé 7 jours)
- France : 2,55 millions de téléspectateurs[51] (première diffusion)

- Susan Blommaert (M. Kaplan)
- Paola Turbay (Dr Sophia Gallup)
- Leon Rippy (le chasseur)
- Annie Heise (Janet Sutherland)
- Bazzel Baz (Baz)
- Clark Middleton (Glen Carter)
- Sab Shimono (Daniel Nakamoto)

Alors que Dembe, traqué, a disparu depuis plusieurs semaines, il refait surface quand il enlève Aram dans son appartement sous les yeux de sa petite amie, Janet, avec laquelle il a renoué. Alors que Cooper le questionne au sujet de Dembe, Reddington lui affirme qu'il a enlevé Aram pour avoir de l'aide. Tandis que Ressler et Navabi tentent de retrouver Aram, Liz et Reddington partent sur les traces de Dembe. Grâce à Janet, Navabi et Ressler apprennent qu'Aram possède un système de localisation qui active un signal grâce aux téléphones portables à proximité et qu'il a pris durant son enlèvement. Red et Liz se lancent sur la piste de la Sanctum Corporation, que Dembe a utilisé pour protéger sa fille et sa petite-fille, mais l'un de ses membres est assassiné. Avec l'aide de Glen, Red et Liz remontent jusqu'à Sophia Gallup, une thérapeute, qui engage des hommes récemment libéré de prison, afin de venger ses parents, qui ont fait fortune avec des activités annexes, tués dans un incendie par la faute d'un client de la Sanctum qui voulait les voler. Grâce à un registre, Reddington retrouve la trace de la fille de Dembe, tandis que Liz arrête Gallup.
Dembe, voulant trouver le véritable responsable de l'empoisonnement de Red, se rend avec Aram dans une ruelle ou se trouve un coffre de Reddington afin de lui montrer qu'il est vide et trouver le responsable. Comprenant la raison de son enlèvement, Aram se résout à aider Dembe et l'emmène dans un lieu permettant de trouver la clé de cryptage pour découvrir l'identité de la personne ayant volé le coffre. Ils trouvent finalement un nom, Kathryn Nemec, que Dembe connaît sous le nom de M. Kaplan.
L'unité spéciale, ayant localisé Aram, tente de l'arrêter, mais Dembe s'enfuit avec l'aide d'Aram. Liz et Red se rendent chez la fille de Dembe, qui permet d'utiliser son portable avec un numéro pré-enregistré en cas d'urgence. Red appelle Dembe, qui se trouve sur les lieux où Kaplan a été grièvement blessé par Red, mais le chasseur ayant aidé Kaplan blesse Dembé à la jambe. Avec Liz, Reddington apprend par Aram que Kaplan est derrière cela, se rend dans la forêt et arrive à temps pour sauver Dembe, emmené à l'hôpital par Liz. Red, avec l'aide de son chef de la sécurité Baz, fait prisonnier le chasseur, blessé, et lui demande d'abandonner Kate. Le chasseur refuse et fait exploser sa cabane et Red parvient à s'y échapper de justesse. Pendant ce temps, Samar continue de se battre avec ses sentiments pour Aram quand elle découvre qu'il est de retour avec sa petite amie espionne.

### Épisode 17:Requiem
- États-Unis /  Canada : 20 avril 2017 sur NBC / Global
- Belgique : 16 juillet 2017 sur RTL-TVI[56]
- Suisse : 2 décembre 2017 sur RTS Deux
- France : 21 février 2018 sur TF1

- États-Unis : 4,90 millions de téléspectateurs[54] (première diffusion)
- Canada : 1,146 million de téléspectateurs[55] (première diffusion + différé 7 jours)
- France : 2,09 millions de téléspectateurs[51] (première diffusion)

- Lotte Verbeek (Katarina Rostova)
- Amy Rutberg (Annie Kaplan)
- Charles Baker (Grey)
- Joanna Adler (Kaplan jeune)
- Susan Blommaert (M. Kaplan)
- Max Darwin (Alexander Kirk jeune)
- Jack Topalian (Little Nikos)
- William Sadler (Sam Milohan)

En 1962, une petite fille, qui s'avère être Kaplan, se retrouve avec son père devant le cercueil ouvert de sa mère, avec qui il discute. De nos jours, M. Kaplan traverse le pays en ramassant tous les corps qu'elle avait nettoyés pour Red afin d'exposer ses crimes et de le détruire. Elle se remémore l'époque où elle était connue sous le nom de Kathryn Nemec. Dans les années 1970-80, se rendant au Palais d'été, elle est embauchée par la mère de Liz, Katarina Rostova, pour être la nounou de Liz, pour laquelle Kaplan sera très dévouée. Kate noue une relation de confiance et d'amitié avec Katarina. Kate en apprend à propos de la relation de Katarina avec Red et qu'il croit que Liz est son enfant. Après un incendie et avoir récupéré sa fille enlevé par un homme blond qui pourrait être Reddington, Katarina est obligée de s'enfuir, et Kate reçoit des instructions pour donner Liz à Sam Milhoan pour qu'il l'élève.
Kate s'enfuit au Texas, où elle tombe amoureuse d'Annie Kaplan, une jeune femme qui travaille dans une agence de cautionnement tenue par Nikos, l'oncle d'Annie. Une nuit à l'agence, un client en colère tue Annie et tire sur Kate, que le client appelle ironiquement M. Kaplan. Kate survit mais une plaque de métal est installée dans sa tête et Nikos la prend sous son aile.
Après qu'elle a récupéré, Sam se présente à l'agence et lui annonce que Red veut la voir. D'abord réticente, Kate accepte quand Sam insiste après que Red lui a affirmé que Liz est en danger, bien qu'elle soit en sécurité. Red propose à Kate de travailler pour lui et aide à protéger Liz. Étonnée que ce dernier ait ressenti la responsabilité de s'occuper de le petite fille à distance et en aidant Sam financièrement, elle accepte de travailler pour lui mais dit qu'elle choisira toujours Liz si elle devait choisir entre les deux. En 2013, Kate tente de dissuader Reddington de se rendre au FBI, car cela chamboulera la vie de Liz. Mais selon Red, qui a construit son empire criminel pour la protéger, une partie du passé de Katarina refait surface et ce n'est qu'une question de temps avant que ces secrets ne la menacent. Reddington se rend dans les locaux du FBI.
- Il s'agit du second épisode de la série, après Cape May, à ne pas avoir de numéro dans le titre. Toutefois, le premier épisode de la série, La Liste (bien que Ramko Zamani est le no 52 de la liste noire de Reddington) n'également pas de numéro au titre.
- Bien que crédités au générique, Megan Boone, Diego Klattenhoff, Amir Arison, Mozhan Marnò et Harry Lennix n'apparaissent pas dans cet épisode.

### Épisode 18:Philomena
- États-Unis /  Canada : 27 avril 2017 sur NBC / Global
- Belgique : 16 juillet 2017 sur RTL-TVI[57]
- Suisse : 9 décembre 2017 sur RTS Deux
- France : 21 février 2018 sur TF1

- États-Unis : 4,86 millions de téléspectateurs[58] (première diffusion)
- Canada : 1,152 million de téléspectateurs[59] (première diffusion + différé 7 jours)
- France : 1,51 million de téléspectateurs[51] (première diffusion)

- Susan Blommaert (M. Kaplan)
- Deirdre Lovejoy (Cynthia Panabaker)
- Frederick Weller (en) (Joe Peracchio)
- Enrique Murciano (Julian Gale)
- Fisher Stevens (Marvin Gerard)
- Susan Misner (Philomena)

M. Kaplan révèle publiquement les 86 corps qu'elle a déterrés, déclenchant une enquête dirigée par l'agent du FBI Julian Gale sur la relation de l'unité spéciale du FBI avec Red. Gale ayant travaillé auparavant avec Ressler dans une autre unité chargée de capturer Red, ce dernier lui demande de l'aider dans l'enquête. Julian affirme sa conviction que Red a une taupe au sein de l'agence et soupçonne Liz d'être cette personne.
Julian commence à identifier les corps et reconstruit avec précision le meurtre de Diane Fowler. M. Kaplan rencontre Liz dans son appartement et lui révèle qu'elle s'est occupée d'elle enfant et que les autorités ont des informations incriminantes sur Red, qu'elle était coincée entre Liz et Red. Liz parle de son entrevue à l'unité. Il est révélé que M. Kaplan a embauché Philomena, une chasseuse de primes, pour traquer et capturer les associés de Red, y compris Marvin Gerard. Philomena capture Marvin, mais ce dernier ne trahira pas Red, alors M. Kaplan le livrera à la police avec des informations sur ses liens avec Red. Julian trouve une empreinte digitale sur un élément de preuve qui a été négligé, mais Ressler est incapable de le lier à Red, laissant Julian suspect. Avec Samar, Ressler se demande si Reddington n'a pas une autre personne du Bureau dans ses rangs qui aurait falsifié les empreintes. Red s'excuse auprès d'un Dembe en convalescence, mais Dembe refuse de partir. Arrêtée, Philomena révèle où se dirige M. Kaplan, qui se rend à Vienne.

### Épisode 19:DrBogdan Krilov
- États-Unis /  Canada : 4 mai 2017 sur NBC / Global
- Belgique : 23 juillet 2017 sur RTL-TVI[60]
- Suisse : 9 décembre 2017 sur RTS Deux
- France : 28 février 2018 sur TF1

- Histoire : Brian Studler et Marissa Tam
- Adaptation : Lukas Reiter, John Eisendrath et Jon Bokenkamp

- États-Unis : 4,82 millions de téléspectateurs[61] (première diffusion)
- Canada : 1,13 million de téléspectateurs[62] (première diffusion + différé 7 jours)
- France : 1,22 million de téléspectateurs[63] (première diffusion)

- Rade Serbedzija (le docteur Bogdan Krilov)
- Gloria Reuben (le docteur Selma Orchard)
- Christine Lahti (Lauren Hitchin)
- Enrique Murciano (Julian Gale)
- Susan Blommaert (M. Kaplan)
- Gene Gabriel (Detective Elijah Bell)
- Richard Gallagher (Morgan Brujo)

Red apprend que Kaplan s'est rendue auprès du docteur Bogdan Krilov, l'homme qui a manipulé les souvenirs de Liz il y a des années. L'unité spéciale Ressler appelle un témoin dans l'affaire Reven Wright, seulement pour tomber dans une embuscade par Bogdan et ses complices sur les ordres de M. Kaplan. Ressler croit qu'il a le meurtrier de Reven dans son viseur, mais Liz apparaît juste à temps pour lui révéler qu'il est manipulé. Ressler ne tire pas, mais il est arrêté. M. Kaplan dit à l'un des associés de Red la vérité sur la mort de son fils. Red va le voir, mais le tue, grâce à un autre associé fidèle. Red et Dembe parviennent à échapper, essayant de suivre M. Kaplan. Pendant ce temps, Liz est obligée de rencontrer Gale.
L'unité spéciale tente de trouver Krilov alors que Red recherche M. Kaplan à Vienne. Ressler reçoit un appel au sujet d'un témoin dans l'affaire du meurtre de Reven Wright, pour ensuite être pris en embuscade par Bogdan et ses complices sur les ordres de M. Kaplan. Liz et Samar trouvent et saisissent l'équipement de manipulation de l'esprit de Krilov. Elles découvrent également que Ressler a été également manipulé.
- Cet épisode marque le retour du docteur Selma Orchard, incarnée par Gloria Reuben, après une première apparition dans le dixième épisode de la seconde saison, Luther Braxton: Conclusion.
- À partir de cet épisode, la série est diffusée en deuxième partie de soirée en France.

### Épisode 20:Le Collecteur de dettes
- États-Unis /  Canada : 11 mai 2017 sur NBC / Global
- Belgique : 23 juillet 2017 sur RTL-TVI[64]
- Suisse : 15 décembre 2017 sur RTS Deux
- France : 1er mars 2018 sur TF1

- Histoire : Jon Bokenkamp et Lukas Reiter
- Adaptation : Kim Newton et Daniel Cerone

- États-Unis : 4,87 millions de téléspectateurs[65] (première diffusion)
- Canada : 1,165 million de téléspectateurs[66] (première diffusion + différé 7 jours)
- France : 781 000 téléspectateurs[63] (première diffusion)

- Susan Blommaert (M. Kaplan)
- Enrique Murciano (Julian Gale)
- Daniel Davis (Baldur Magnusson)
- Fisher Stevens (Marvin Gerard)
- Wade Williams (Edgar Grant / Le collecteur de dettes)

En 2002, alors qu'il s'apprête à quitter une fête sur la plage avec une jeune femme, un certain Tyler attend cette dernière jusqu'à ce qu'un mystérieux étranger débarque dans sa voiture et le drogue. Séquestré, Tyler apprend que l'homme a été engagé par un sénateur pour venger sa fille, décédée d'une overdose après qu'il lui a vendu une drogue, en l'enfermant dans un baril balancé sur une plage.
De nos jours, Reddington demande l'aide de son rival Baldur Magnusson de quitter en sécurité le territoire suisse pour rejoindre les États-Unis après avoir abattu son associé Werner Von Hauser. Magnusson accepte et décide de le faire voyager dans une cale d'un navire. Reddington contact Liz et lui apprend qu'un mercenaire connu sous le pseudonyme du « Collecteur de dettes » a été engagé pour capturer Liz. Au QG, Liz présente à l'unité spéciale le nouveau nom de la liste. Julian poursuit son enquête sur les 86 corps et Cooper demande à Ressler, suspendu de ses fonctions le temps d'une enquête après avoir été piégé par Krilov, de travailler avec Julian Gale, qui soupçonne toujours Liz de travailler pour Reddington, afin de le surveiller. Le FBI, ayant retrouvé le corps momifié de Tyler, n'est pas en mesure de faire rapidement des analyses. Reddington demande à M. Kaplan de mettre de côté leurs différends en essayant d'empêcher Liz d'être enlevée. Cette dernière accepte et demande à autopsier le corps, non sans avoir protégé sa fuite grâce à des subterfuges. Kaplan informe l'unité de ses découvertes ainsi de l'identité du « Collecteur de dettes », un employé d'un collège nommé Edgar Grant dont la voiture au feu arrière endommagé a été remarqué le même jour non loin de l'endroit où Tyler a disparu. Grant a utilisé du zéolithe, utilisé dans les écoles et hôpitaux, qui permet d'absorber les odeurs des corps en décomposition. Pendant ce temps, Gale et Ressler interrogent Marvin Gerard, mais Gale devient suspicieux quand Gerard demande à parler à Ressler pour lui demander de faire un marché pour sortir de prison.

### Épisode 21:M. Kaplan,1repartie
- États-Unis /  Canada : 18 mai 2017 sur NBC / Global
- Belgique : 30 juillet 2017 sur RTL-TVI[67]
- Suisse : 15 décembre 2017 sur RTS Deux
- France : 7 mars 2018 sur TF1

- Histoire : Lukas Reiter et J. R. Orci
- Adaptation : Jon Eisendrath

- États-Unis : 4,94 millions de téléspectateurs[68] (première diffusion)
- Canada : 1,138 million de téléspectateurs[69] (première diffusion + différé 7 jours)
- France : 931 000 téléspectateurs[70] (première diffusion)

- Susan Blommaert (M. Kaplan)
- Enrique Murciano (Julian Gale)
- Annie Heise (Janet Sutherland)
- Brian Dennehy (Dom)
- Bazzel Baz (Baz)
- Aldis Hodge (Mario Dixon)
- Susan Blackwell (le juge Drucker)

Les associés de Red le quittent après que M. Kaplan ait siphoné ses comptes qui permettent de les payer. Aram est appelé pour témoigner de son implication avec Red et l'unité spéciale. Il refuse de témoigner alors que le juge lui promet l'immunité. Julian avertit Ressler qu'il sait que Reddington est l'informateur du FBI. Mario Dixon a été embauché par Kaplan afin d'obtenir des documents sur Red illustrant son accord d'immunité signé avec le ministère de la Justice. Au fur et à mesure de leur enquête, l'unité parvient à retrouver la trace de Dixon et parvient à récupérer l'accord d'immunité.
- Diffusion à 21 h.
- Ryan Eggold n'apparaît pas dans cet épisode.

### Épisode 22:M. Kaplan,2epartie
- États-Unis /  Canada : 18 mai 2017 sur NBC / Global
- Belgique : 30 juillet 2017 sur RTL-TVI[71]
- Suisse : 16 décembre 2017 sur RTS Deux
- France : 8 mars 2018 sur TF1

- Histoire : Lukas Reiter et J. R. Orci
- Adaptation : Jon Bokenkamp, John Eisendrath et Daniel Cerone

- États-Unis : 4,92 millions de téléspectateurs[68] (première diffusion)
- Canada : 1,172 million de téléspectateurs[69] (première diffusion + différé 7 jours)
- France : 628 000 téléspectateurs[70]

- Susan Blommaert (M. Kaplan)
- Annie Heise (Janet Sutherland)
- Enrique Murciano (Julian Gale)
- Christine Lahti (Lauren Hitchin)
- Bazzel Baz (Baz)
- Deirdre Lovejoy (Cynthia Panabaker)
- James Carpinello (Henry Prescott)
- Susan Blackwell (la juge Drucker)

M. Kaplan révèle les détails entourant les 86 corps. Red veut retrouver Henry Prescott, qui a le corps de Reven Wright. Aram témoigne sans révéler les crimes de Red, disant qu'il est fier du travail accompli avec Red, ce qui le met en prison. Samar découvre que la petite amie d'Aram, Janet, a témoigné devant le grand jury et leur a donné le nom d'Aram. Cooper soumet l'échantillon d'ADN de Red pour savoir s'il est le père de Liz. Red et Ressler retrouvent le corps de Reven sous la garde de Prescott. Bien qu'ils sachent que Laurel Hitchin a tué Reven, ils utilisent la balle incriminée du corps de Reven pour forcer Hitchen à faire avorter l'enquête du grand jury en invoquant des problèmes de sécurité nationale. Pendant ce temps, Liz, ne sachant pas que le grand jury s'est terminé, contacte M. Kaplan pour l'amener à s'arrêter. Les deux femmes vont en voiture pour obtenir les réponses, mais avant que Kaplan puisse révéler la vérité sur Red, les hommes de ce dernier se présentent.
- Cet épisode est diffusé à la suite du précédent.
- Dernière apparition de M. Kaplan (Susan Blommaert) et retour du personnage de Tom Keen (Ryan Eggold).

## Audiences

### Aux États-Unis
Cette saison a été suivie en moyenne par 9,25 millions de téléspectateurs.
| N° d'épisode | Titre original                      | Date de diffusion originale | Taux sur les 18-49 ans (en %) | Taux sur les 18-49 ans (en %) | Taux sur les 18-49 ans (en %) | Audience (en millions de téléspectateurs) | Audience (en millions de téléspectateurs) | Audience (en millions de téléspectateurs) |
| N° d'épisode | Titre original                      | Date de diffusion originale | TV                            | DVR                           | Total                         | TV                                        | DVR                                       | Total                                     |
| ------------ | ----------------------------------- | --------------------------- | ----------------------------- | ----------------------------- | ----------------------------- | ----------------------------------------- | ----------------------------------------- | ----------------------------------------- |
| 1            | Esteban (No. 79)                    | 22 septembre 2016           | 1,3/5                         | 1,4                           | 2,7                           | 6,40                                      | 5,261                                     | 11,658                                    |
| 2            | Mato (No. 66)                       | 29 septembre 2016           | 1,1/4                         | 1,3                           | 2,4                           | 5,99                                      | 4,686                                     | 10,680                                    |
| 3            | Miles McGrath (No. 65)              | 6 octobre 2016              | 1,2/4                         | 1,2                           | 2,4                           | 6,41                                      | 4,786                                     | 11,064                                    |
| 4            | Gaia (No. 81)                       | 13 octobre 2016             | 1,1/4                         | 1,2                           | 2,3                           | 5,85                                      | 4,795                                     | 10,648                                    |
| 5            | The Lindquist Concern (No. 105)     | 20 octobre 2016             | 1,1/4                         | 1,2                           | 2,3                           | 5,32                                      | 4,891                                     | 10,209                                    |
| 6            | The Thrushes (No. 53)               | 28 octobre 2016             | 1,2/4                         | 1,1                           | 2,3                           | 5,52                                      | 4,573                                     | 10,088                                    |
| 7            | Dr Adrian Shaw (No. 98)             | 3 novembre 2016             | 1,1/4                         | 1,1                           | 2,2                           | 5,45                                      | 3,43                                      | 9,792                                     |
| 8            | Dr Adrian Shaw: Conclusion (No. 98) | 10 novembre 2016            | 1,2/4                         | 1,2                           | 2,4                           | 5,87                                      | 4,733                                     | 10,597                                    |
| 9            | Lipet's Seafood Company (No. 111)   | 6 janvier 2017              | 1,0/4                         | 1,1                           | 2,1                           | 5,21                                      | 4,342                                     | 9,552                                     |
| 10           | The Forecaster (No. 163)            | 12 janvier 2017             | 1,0/4                         | 1,1                           | 2,1                           | 5,34                                      | 4,391                                     | 9,732                                     |
| 11           | The Harem (No. 102)                 | 19 janvier 2017             | 1,0/4                         | 1,0                           | 2,0                           | 5,01                                      | 4,317                                     | 9,330                                     |
| 12           | Natalie Luca (No. 184)              | 2 février 2017              | 0,9/3                         | 1,0                           | 1,9                           | 5,05                                      | 4,282                                     | 9,328                                     |
| 13           | Isabella Stone (No. 34)             | 9 février 2017              | 0.9/3                         | 1,0                           | 1,9                           | 4,91                                      | 4,307                                     | 9,219                                     |
| 14           | The Architect (No. 107)             | 16 février 2017             | 0,9/3                         | 0,9                           | 1,8                           | 4,76                                      | 4,219                                     | 8,977                                     |
| 15           | The Apothecary (No. 59)             | 23 février 2017             | 0,9/3                         | 1,0                           | 1,9                           | 4,98                                      | 3,947                                     | 8,925                                     |
| 16           | Dembe Zuma (No. 10)                 | 20 avril 2017               | 0,9/4                         | 0,8                           | 1,7                           | 4,88                                      | 3,468                                     | 8,348                                     |
| 17           | Requiem                             | 20 avril 2017               | 0,8/3                         | 0,8                           | 1,7                           | 4,90                                      | 3,674                                     | 8,575                                     |
| 18           | Philomena (No. 61)                  | 27 avril 2017               | 0,8/3                         | NC                            | NC                            | 4,86                                      | NC                                        | NC                                        |
| 19           | Dr Bogdan Krilov (No. 29)           | 4 mai 2017                  | 0,8/3                         | 1,0                           | 1,8                           | 4,82                                      | 3,834                                     | 8,645                                     |
| 20           | The Debt Collector (No. 46)         | 11 mai 2017                 | 0,8/3                         | 0,9                           | 1,7                           | 4,87                                      | 3,832                                     | 8,698                                     |
| 21           | Mr. Kaplan (No. 4)                  | 18 mai 2017                 | 0,9/4                         | 0,7                           | 1,6                           | 4,94                                      | 3,285                                     | 8,157                                     |
| 22           | Mr. Kaplan: Conclusion (No. 4)      | 18 mai 2017                 | 0,9/4                         | 0,9                           | 1,8                           | 4,92                                      | 3,705                                     | 8,596                                     |

Légende :
- Plus hauts chiffres d'audience
- Plus bas chiffres d'audience

### En France
La quatrième saison totalise une moyenne de 2,07 millions de téléspectateurs.
| N° d'épisode | Date de diffusion | Audience (en nombre de téléspectateurs) | Part d'audience (en %) |
| ------------ | ----------------- | --------------------------------------- | ---------------------- |
| 1            | 24 janvier 2018   | 3 450 000                               | 14,1 %                 |
| 2            | 24 janvier 2018   | 2 950 000                               | 13,6 %                 |
| 3            | 24 janvier 2018   | 2 310 000                               | 16,4 %                 |
| 4            | 31 janvier 2018   | 3 050 000                               | 12,4 %                 |
| 5            | 31 janvier 2018   | 2 550 000                               | 12 %                   |
| 6            | 31 janvier 2018   | 2 070 000                               | 15,3 %                 |
| 7            | 7 février 2018    | 3 150 000                               | 12,7 %                 |
| 8            | 7 février 2018    | 2 600 000                               | 12,4 %                 |
| 9            | 7 février 2018    | 1 880 000                               | 13,8 %                 |
| 10           | 7 février 2018    | 1 300 000                               | 18,3 %                 |
| 11           | 14 février 2018   | 2 740 000                               | 11,2 %                 |
| 12           | 14 février 2018   | 2 220 000                               | 10,3 %                 |
| 13           | 14 février 2018   | 1 750 000                               | 12,6 %                 |
| 14           | 14 février 2018   | 1 230 000                               | 16,5 %                 |
| 15           | 21 février 2018   | 2 910 000                               | 11,8 %                 |
| 16           | 21 février 2018   | 2 550 000                               | 11,7 %                 |
| 17           | 21 février 2018   | 2 090 000                               | 14,8 %                 |
| 18           | 21 février 2018   | 1 510 000                               | 18,3 %                 |
| 19           | 28 février 2018   | 1 220 000                               | 16 %                   |
| 20           | 1er mars 2018     | 781 000                                 | 17,1 %                 |
| 21           | 7 mars 2018       | 931 000                                 | 12,9 %                 |
| 22           | 8 mars 2018       | 628 000                                 | 15,2 %                 |

Légende :
- Plus hauts chiffres d'audience
- Plus bas chiffres d'audience